# Petrovce (okres Rimavská Sobota)
Petrovce (maďarsky Gömörpéterfala) jsou obec na Slovensku, v okrese Rimavská Sobota v Banskobystrickém kraji.
Žije zde 208 obyvatel. V roce 2001 se 96 % obyvatel hlásilo k maďarské národnosti.. Území obce sousedí s Maďarskem.

## Osobnosti
- Árpád Tőzsér (* 1935) – básník, literární kritik, redaktor.